# Informàtica quàntica basada en núvol
La computació quàntica basada en núvol és la invocació d'emuladors, simuladors o processadors quàntics a través del núvol. Cada cop més, els serveis al núvol es consideren el mètode per proporcionar accés al processament quàntic. Els ordinadors quàntics aconsegueixen la seva gran potència de càlcul iniciant la física quàntica en la potència de processament i quan els usuaris poden accedir a aquests ordinadors amb energia quàntica a través d'Internet es coneix com a computació quàntica dins del núvol.
El 2016, IBM va connectar un petit ordinador quàntic al núvol i permet crear i executar programes senzills al núvol. A principis de 2017, investigadors de Rigetti Computing van demostrar el primer accés programable al núvol mitjançant la pyQuil Python library. Moltes persones, des d'investigadors acadèmics i professors fins a escolars, ja han creat programes que executen molts algorismes quàntics diferents utilitzant les eines del programa. Alguns consumidors esperaven utilitzar la informàtica ràpida per modelar els mercats financers o per construir sistemes d'IA més avançats. Aquests mètodes d'ús permeten a persones fora d'un laboratori o institució professional experimentar i aprendre més sobre una tecnologia tan fenomenal.

## Aplicació
La computació quàntica basada en núvol s'utilitza en diversos contextos:
- En l'ensenyament, els professors poden utilitzar la informàtica quàntica basada en núvol per ajudar els seus estudiants a entendre millor la mecànica quàntica, així com implementar i provar algorismes quàntics.
- En investigació, els científics poden utilitzar recursos quàntics basats en núvol per provar teories de la informació quàntica,[3] realitzar experiments,[4] comparar arquitectures,[5] entre altres coses.
- En els jocs, els desenvolupadors poden utilitzar recursos quàntics basats en núvol per crear jocs quàntics per introduir a la gent als conceptes quàntics.[6]
- A la transformació digital on terabytes de big data estan disponibles per processar i preveure valuosos resultats futurs.
- S'utilitza en el desenvolupament d'aplicacions quàntiques basades en núvol per crear aplicacions personalitzades per a petites empreses.

## Plataformes existents
- qBraid Lab by qBraid  is a cloud-based platform for quantum computing. It provides software tools for researchers and developers in quantum, as well as access to quantum hardware. qBraid provides cloud based access to IBM and Amazon Braket devices including IBM, Xanadu, OQC, QuEra, Amazon Braket simulators, Rigetti, and IonQ as of August 2023. The cloud  quantum computing platform comes with a free tier where unlimited hardware and simulator access is available with the purchase of credits.
- Quandela Cloud  by Quandela  is the first cloud-accessible European photonic quantum computer. The computer is interfaced using the Perceval scripting language, with tutorials and documentation available online for free.[7]
- Xanadu Quantum Cloud by Xanadu which consists of cloud-based access to three fully programmable photonic quantum computers.[8]
- Forest by Rigetti Computing, which consists of a tool suite for quantum computing. It includes a programming language, development tools and example algorithms.
- LIQUi> by Microsoft, which is a software architecture and tool suite for quantum computing. It includes a programming language, example optimization and scheduling algorithms, and quantum simulators.
  - Q#, a quantum programming language by Microsoft on the.NET Framework seen as a successor to LIQUi|>.
- IBM Q Experience by IBM,[9] providing access to quantum hardware as well as HPC simulators. These can be accessed programmatically using the Python-based Qiskit framework, or via graphical interface with the IBM Q Experience GUI.[10] Both are based on the OpenQASM standard for representing quantum operations. There is also a tutorial and online community.[11] Currently available simulators and quantum devices are:
  - Multiple transmon qubit processors.[12] Those with 5 and 16 qubits are publicly accessible. Devices up to 65 qubits are available through the IBM Q Network.[13]
  - A 32 qubit cloud-based simulator. Software for locally hosted simulators are also provided as part of Qiskit.
- Quantum in the Cloud by The University of Bristol, which consists of a quantum simulator and a four qubit optical quantum system.[14]
- Quantum Playground by Google, which features a simulator with a simple interface, and a scripting language and 3D quantum state visualization.[15]
- Quantum in the Cloud by Tsinghua University. It is a four-qubit new quantum cloud experience based on nuclear magnetic resonance-NMRCloudQ.
- Quantum Inspire by Qutech is the first platform in Europe providing cloud-based quantum computing to two hardware chips. Next to a 5-qubit transmon processor, Quantum Inspire is the first platform in the world[16] to provide online access to a fully programmable  2-qubit electron spin quantum processor:
  - Spin-2 is a 2-qubit spin qubit quantum computer, hosting two single electron spin qubits in a double quantum dot in isotopically purified 28Si.
  - Starmon-5 consists of five superconducting transmon qubits in an X configuration.

Al costat dels xips quàntics, la plataforma dóna accés a QX, un backend d'emulador quàntic. Hi ha dues instàncies de l'emulador QX, que emulen fins a 26 qubits en un servidor basat en núvol de productes bàsics i fins a 31 qubits utilitzant un node "gros" a Cartesius, el superordinador nacional holandès de SurfSara. Els algorismes quàntics basats en circuits es poden crear mitjançant una interfície gràfica d'usuari o mitjançant l'SDK Quantum Inspire basat en Python, proporcionant un backend per al marc projectQ, el marc Qiskit. Quantum Inspire proporciona una base de coneixement amb guies d'usuari i alguns algorismes d'exemple escrits en cQASM.
- Amazon Braket, a partir del novembre de 2022, proporciona accés a ordinadors quàntics construïts per IonQ, Rigetti, Xanadu, QuEra i Oxford Quantum Circuits. Les màquines D-Wave es poden utilitzar a través de l'AWS Marketplace. Braket també proporciona un entorn i un simulador de desenvolupament d'algoritmes quàntics.
- Forge de QC Ware, que proporciona accés al maquinari D-Wave, així com als simuladors de Google i IBM. La plataforma ofereix una prova gratuïta de 30 dies que inclou un minut de temps de computació quàntica.[18]